# Интерсубъективный подход в психоанализе
Интерсубъективный подход, разрабатываемый с 1970-х гг. Робертом Столороу, Бернардом Брандшафтом, Джорджем Атвудом, представляет собой развитие фундаментальных положений селф-психологии Х. Кохута. Характерно общее стремление найти новый, основанный на опыте переживаний, язык психоанализа, критическое переосмысление основных психоаналитических концепций, уход от метапсихологии с её механистическими, количественными и пространственными метафорами.
В качестве центрального объяснительного конструкта авторы интерсубъективного подхода разрабатывают концепцию интерсубъективного поля, представляющую процессы психического развития и лечения в качестве взаимодействия субъективных миров. Формулируемая таким образом интерсубъективная точка зрения освещает широкий класс клинических явлений, таких как перенос, сопротивление, аффективное развитие и психопатологические состояния различной тяжести. Последовательное применение этой точки зрения позволяет повысить способность аналитика к эмпатическому постижению субъективной реальности пациента и, как следствие, эффективность психоаналитического лечения.
Расширяя и переосмысляя селф-психологию Х. Кохута авторы интерсубъективного подхода выделяют три общие фундаментальные основания: эмпатически-интроспективный метод, акцент на главенстве опыта Я (Self), понятия селф-объекта и селф-объектного переноса.